# لطيف (لاعب)
عبد اللطيف الهاملي (بالإنجليزية: Abdullatif Alhmili)‏ من مواليد عام 1990، والمعروف باسم لطيف، هو لاعب الرياضة الإلكترونية السعودية. في المقام الأول، لاعب غيلتي جير وذا كينغ أوف فايترز، شارك لطيف في بطولة ستريت فايتر 4 في سلسلة بطولة التطور 2011، حيث خرج من أي مكان ليحصل على المركز الثاني. يُعرف لطيف بمهاراته مع شخصية ستريت فايتر مايا.

## المهنة
نشأ لطيف في المملكة العربية السعودية وهو يلعب ألعابًا مثل غيلتي جير باستخدام لوحة الألعاب. انتقل لطيف إلى أوستن، تكساس في عام 2007، في سن السابعة عشر، لدراسة اللغة الإنجليزية لمدة عام، قبل الانتقال إلى فلاغستاف، أريزونا لحضور جامعة شمال أريزونا. هنا، وجد قاعة ألعاب حيث تمكن من التغلب بسهولة على اللاعبين الآخرين على الرغم من كونها المرة الأولى له يلعب مع عصا تحكم. أصبح لطيف أكثر انخراطًا في مجتمع ألعاب القتال المحلية بمرور الوقت وبحلول عام 2008، شارك في الجولة النهائية 11 على الرغم من رفض والديه وفاز بجائزة «غيلتي جير اللكنة الأساسية». بموافقة والديه بعد نجاحه المبدئي، تنافس لطيف في سوبر معركة الأوبرا في عام 2009.
لم يعجبه اللعب في ستريت فايتر 4 عندما تم إصدار اللعبة في عام 2009، مفضلاً أسلوب اللعب الموجه نحو السرعة لامتيازات اللعبة مثل غيلتي جير وذا كينغ أوف فايترز. أخذ لطيف استراحة من ألعاب القتال، لكن أثناء مشاهدة سلسلة بطولة التطور 2010، شاهد لطيف داشيو ويوريو يلعبان مع شخصية مايا واستثمروا في ممارسة الشخصية. في مقابلة مع ريد بول، صرح لطيف أنه «في عام 2011، أتذكر اللعب من ثماني إلى تسع ساعات في اليوم. استيقظ. تناول الطعام. العب، العب، العب. النوم. كنت ما زلت في المدرسة لذلك قمت بهذا التدريب الروتيني خلال الصيف».
حقق اللطيف روعة في مشهد ستريت فايتر 4 في بطولة سلسلة بطولة التطور 2011، عندما تغلب على دايجو أوميهرا وبونغكو كخاسر في المركز الثاني في البطولة. ولعب مع قرمزي فايبر، واجه لطيف أمام فوود في لونغ في النهاية لكنه خسر جميع المباريات الثلاث.
في عام 2012، انضم لطيف إلى مشروع «أكاديمية الريزر» التابع لشركة ريزر، والذي تم تصميمه لتوفير تجربة تعليمية تفاعلية ومتعمقة لمحبي الرياضات الإلكترونية. منذ بطولة بطولة التطور 2011، استطاع لطيف الوصول إلى المراكز الـ 16 الأولى مرتين فقط. لم يكن لطيف قادراً على التأهل لكأس كابكوم 2015، بعد خسارته أمام فوود مرة أخرى في مهرجان لعبة القتال كي أو في الكويت.
غادر لطيف فريق ريزر في أواخر عام 2013 ولا يزال وكيلًا مجانيًا.

## شكر وتقدير
صرح كريستيان ديفيس من مجلة ديفيس أن لطيف معروف بمهاراته «المجنونة» في اللعب مع شخصية مايا.

## نتائج البطولة

### غيلتي جير إكس إكس أكسنت كور بلس.
- المركز الأول- بطولة التطور 2009.

### ستريت فايتر 4
- المركز الثاني- بطولة التطور 2011
- المركز 13- بطولة التطور 2015